# Iglesia del Corazón de Jesús (Friburgo de Brisgovia)

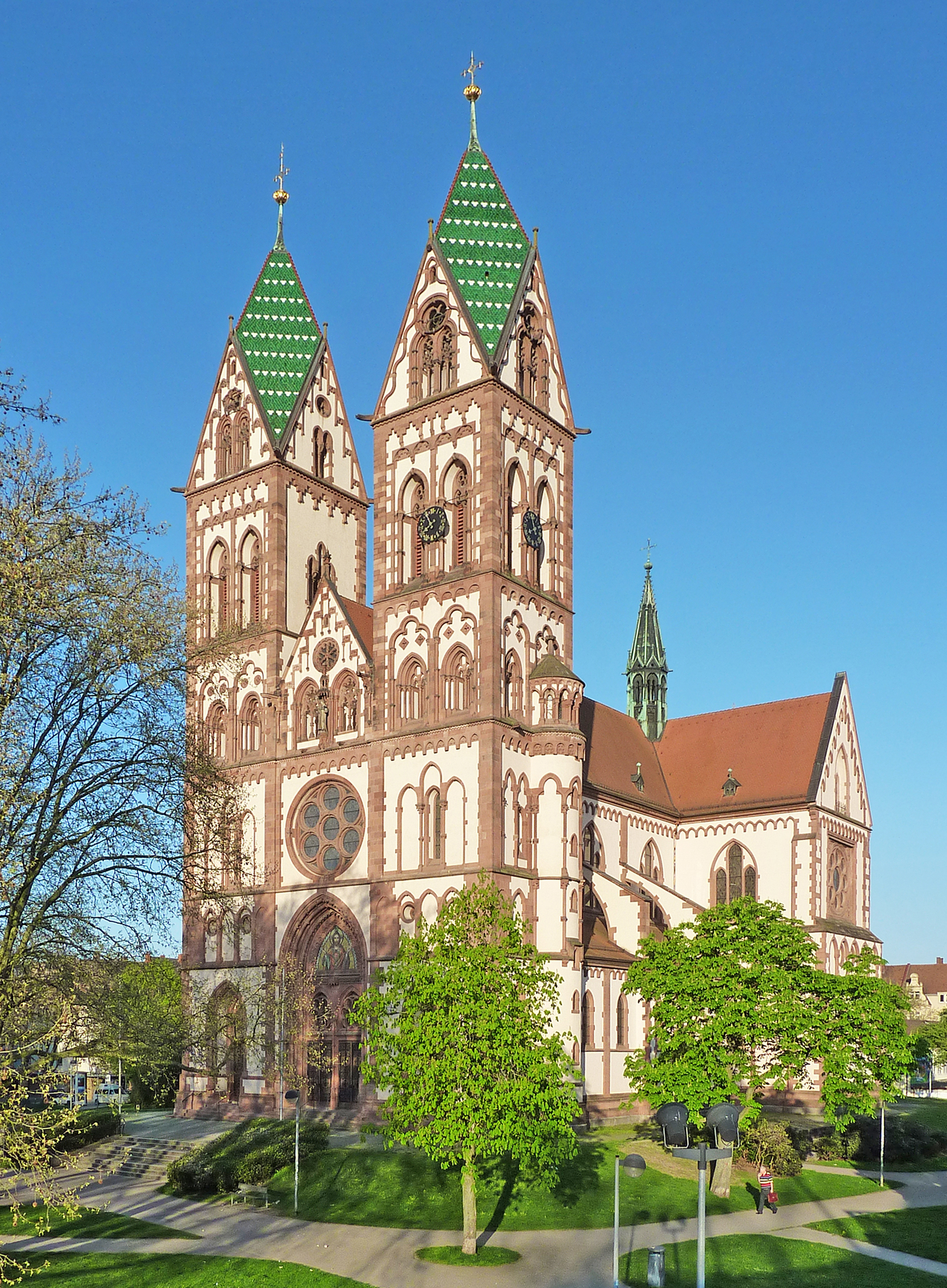
Iglesia del Corazón de Jesús

La iglesia del Corazón de Jesús en el barrio Stühlinger de Friburgo de Brisgovia, Baden-Wurtemberg, Alemania, fue construida entre 1892 y 1897 por el arquitecto Max Meckel. La fachada principal con las dos torres recuerda mucho a la fachada oriental de la catedral de Limburgo del Lahn. Dado que está situada cerca de la estación central fue dañada por los ataques aéreos masivos durante la Segunda Guerra Mundial, pero la estructura arquitectónica fue conservada de manera que pudo ser restaurada después de la guerra.